# Никола Ников
Никола К. Ников е български юрист, съдия и прокурор, член на Софийския апелативен съд и Върховния административен съд.

## Биография
Роден е в 1861 година в град Гевгели, тогава в Османската империя. Завършва класическа гимназия и право в Москва в 1890 година. Става юрист и работи като съдия и прокурор. Член е на Софийския апелативен съд. Работи като адвокат в София. Никола Ников e редактор на Списание на Юридическото дружество в София, което излиза след спирането на Юридическо списание в 1899 година. Отдава голямо значение на създаването на юридически дружества и адвокатски съвети в провинциалните градове. Става началник на отделение при Министерството на правосъдието.
Взима дейно участие в освободителните борби на българите в Македония и е деец на Гевгелийското братство в София. На 22 декември 1918 година е делегат от Гевгелийското братство на Втория събор на братствата.
Член е на Върховния административен съд от 11 април 1921 година до смъртта си.
Ников е автор на обширен коментар на Наказателния закон в два тома от 1898 и 1921 година, както и на публикации в правните вестници и списания.
Умира на 24 януари 1925 година.